# Parkie

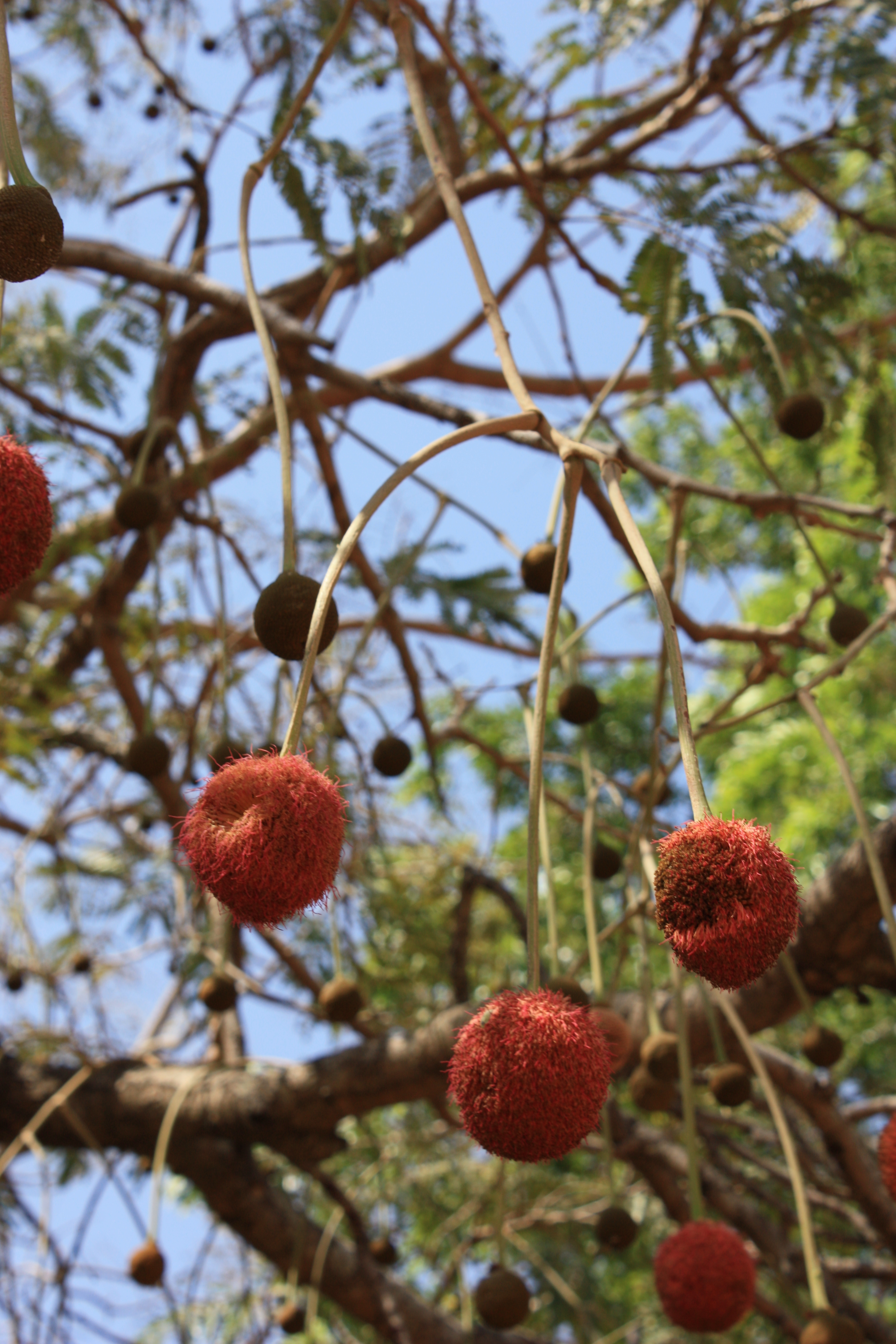
Květenství Parkia biglobosa

Parkie (Parkia) je rod rostlin z čeledi bobovité. Jsou to stromy, často mohutné, se složenými bohatě členěnými listy a nápadnými kulovitými květenstvími na velmi dlouhých stopkách, která jsou navštěvována netopýry. Rod zahrnuje asi 35 druhů a je rozšířen v tropické Africe, Asii i Americe. Semena nebo dužnina plodů některých druhů jsou jedlé. V tropické západní Africe tvoří běžnou složku jídelníčku semena a plody Parkia filicoidea, v tropické Asii Parkia speciosa.

## Popis
Parkie jsou beztrnné nevelké až mohutné stromy s plochou rozložitou korunou. Některé druhy parkií dosahují obřích rozměrů a převyšují souvislé korunní patro pralesa. V Jižní Americe je to Parkia ulei, v Asii P. timoriana. Některé druhy parkií však dorůstají pouze do výšky okolo 10 metrů. Na bázi kmene mohou být až do výšky 3 metry opěrné pilíře. Na větévkách, stopkách a osách květenství jsou často vystouplé lenticely. Listy jsou dvakrát zpeřené a bohatě členěné. Mohou být střídavé, vstřícné nebo ve svazcích. Počet párů lístků v jednom listu může přesahovat 100.
Květy jsou uspořádané v hustých kulovitých, palicovitých nebo diskovitých hlávkách na přímých či převislých stopkách dlouhých až 1 metr. Hlávky mohou být jednotlivé úžlabní nebo častěji ve vrcholových květenstvích. Stopky celého květenství složeného z hlávek mohou měřit až 5 metrů. Hlávky mohou být 1 až 20 cm dlouhé. Jsou složeny buď z fertilních (plodných) květů nebo mají při vrcholu sterilní květy produkující nektar, případně mohou být složeny i ze 3 různých typů květů. Květy jsou podepřeny listeny o něco delšími než kalich. Kalich je dlouze trubkovitý až nálevkovitý, obvykle se 2 většími a 3 menšími laloky. Koruna je delší než kalich, korunní lístky jsou srostlé na bázi nebo na bázi i na vrcholu volné a srostlé v polovině. Tyčinek je 10, na bázi jsou srostlé v trubičku a trochu vyčnívají z květu. Nitky tyčinek jsou bílé nebo nažloutlé. Semeník je krátce stopkatý, s mnoha vajíčky, čnělka trochu vyčnívá z květu a nese vrcholovou bliznu.
Plodenství je přímé nebo převislé, nesoucí na palicovitém receptákulu 1 až několik stopkatých lusků. Lusky jsou pukavé nebo nepukavé, rovné nebo zahnuté, většinou dřevnaté. Obsahují mnoho semen v 1 nebo ve 2 řadách, často uložených v měkké dužnině. Semena jsou vejcovitá až podlouhlá, zploštělá.

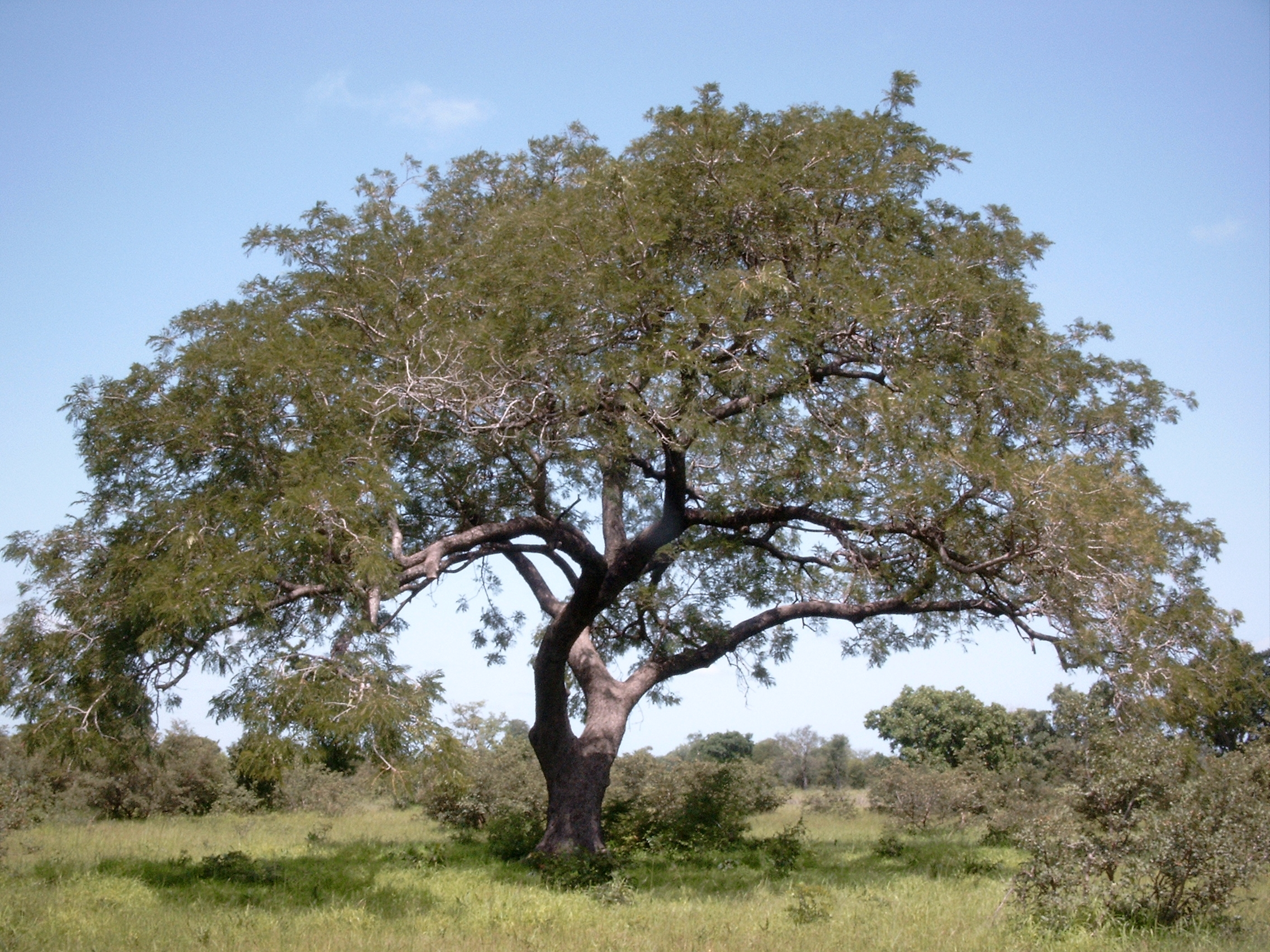
Africká parkie Parkia biglobosa
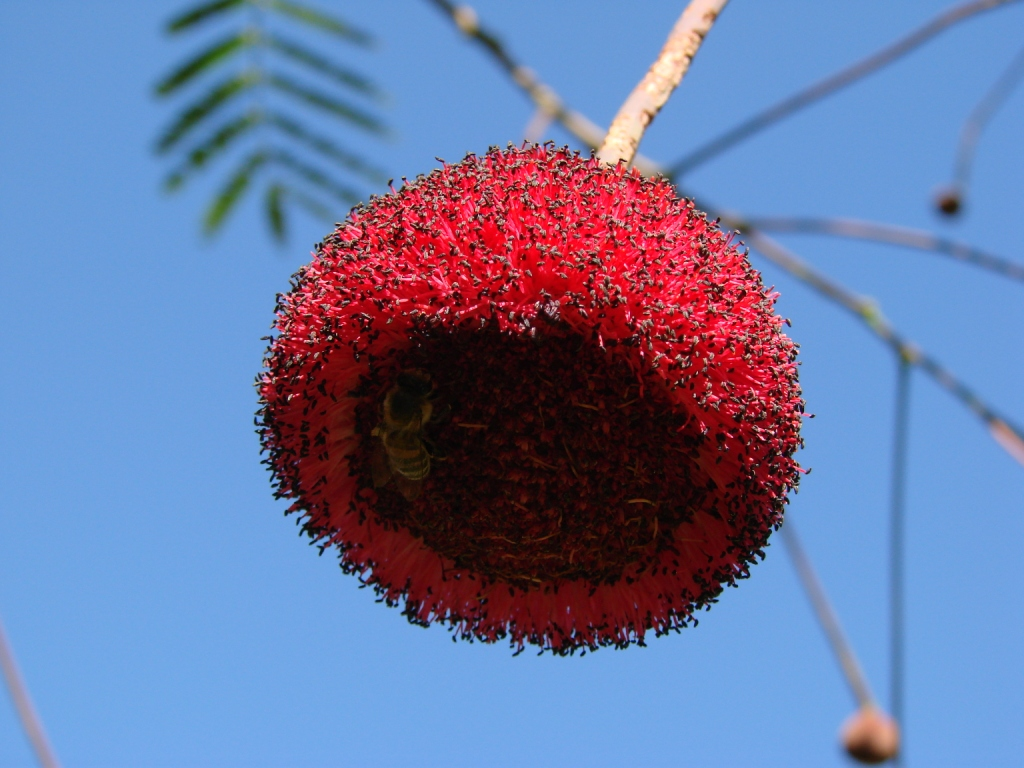
Detail hlávky parkie Parkia platycephala
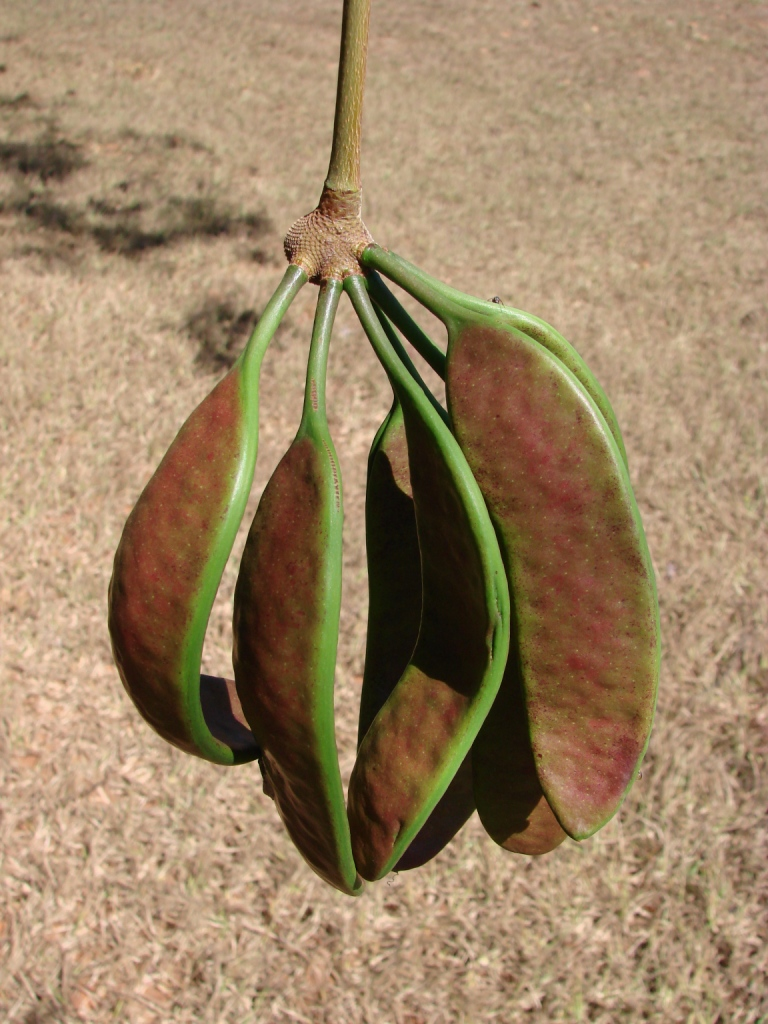
Plodenství parkie Parkia platycephala

## Rozšíření
Rod parkie zahrnuje asi 35 druhů a je rozšířen v tropické Africe, Asii i Americe. Nejvíce druhů (asi 18) roste v tropické Jižní Americe, zejména v Amazonii. V tropické Asii roste 12 druhů, v tropické Africe 3 druhy s rozsáhlými areály výskytu. Na Madagaskaru roste jediný druh (P. madagascariensis), podobně na Nové Guineji (P. versteeghii). Areál zasahuje až do Tichomoří. V Austrálii se parkie nevyskytují. Parkie rostou nejčastěji na nezaplavovaných půdách v nížinných tropických deštných lesích, podél řek, v horských lesích, v sezónně suchých lesích, ve vegetaci typu cerrado, na savanách a v pobřežních lesích na písčitých dunách typu restinga, nejčastěji do nadmořské výšky 650 metrů.

## Ekologické interakce
Některé druhy parkií (např. asijská Parkia speciosa a P. timoriana) kvetou a následně plodí synchronizovaně v určitý čas roku a na 2 až 3 týdny v roce jim opadávají listy.
Kulovitá květenství parkií visící na dlouhých stopkách z konců větví jsou opylována netopýry hledajícími nektar. Ten se tvoří v hojném množství zejména v nočních hodinách. Květenství mohou mít průměr až 20 cm a vydávají nelibý pach.
Plody asijských parkií pojídají ptáci i savci, kteří následně rozšiřují semena. Opice a veverky se živí plody celé řady druhů, sloni a jelenovití vyhledávají plody P. sumatrana, zoborožci plody P. speciosa.

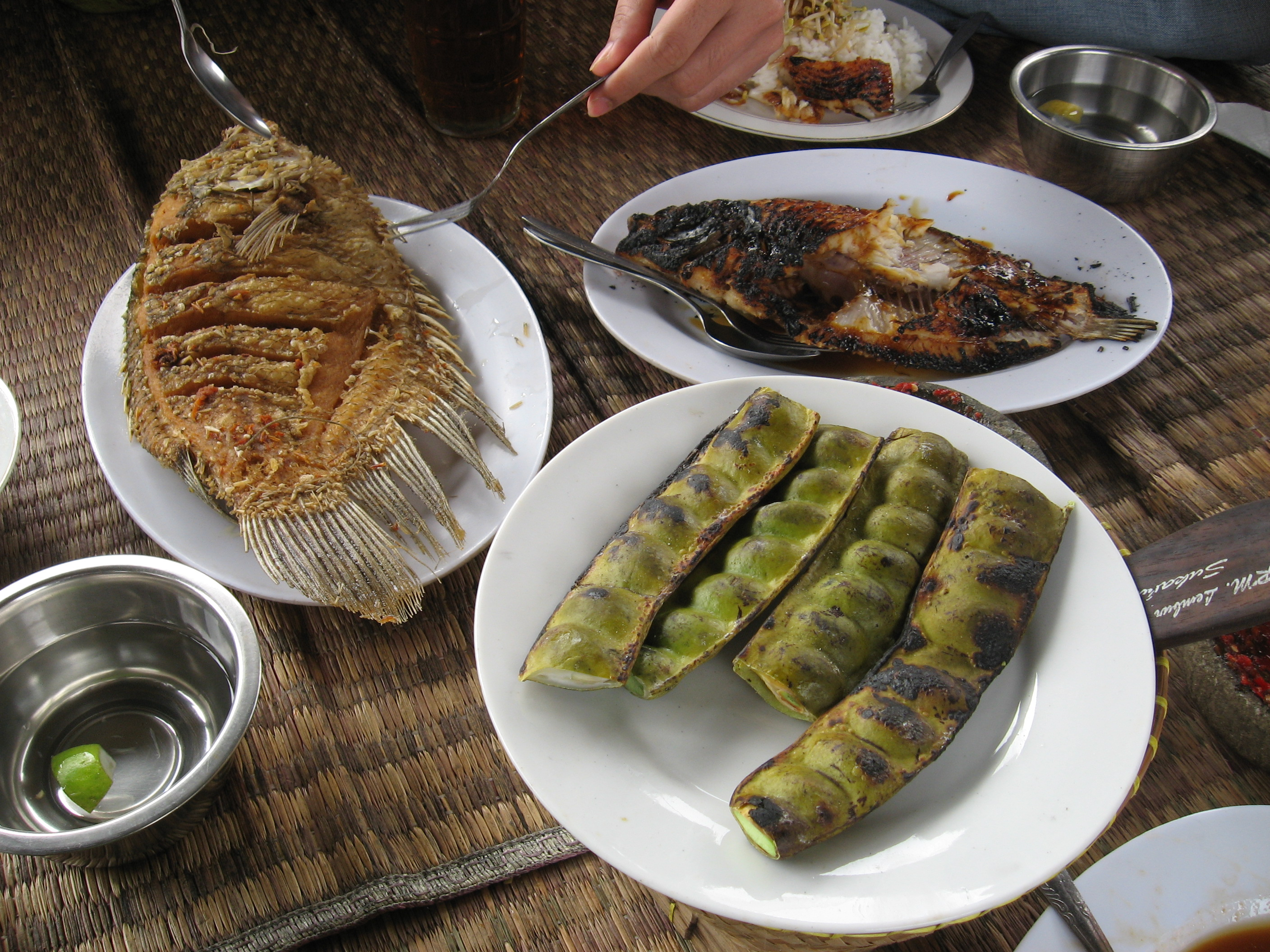
Pečené lusky Parkia speciosa

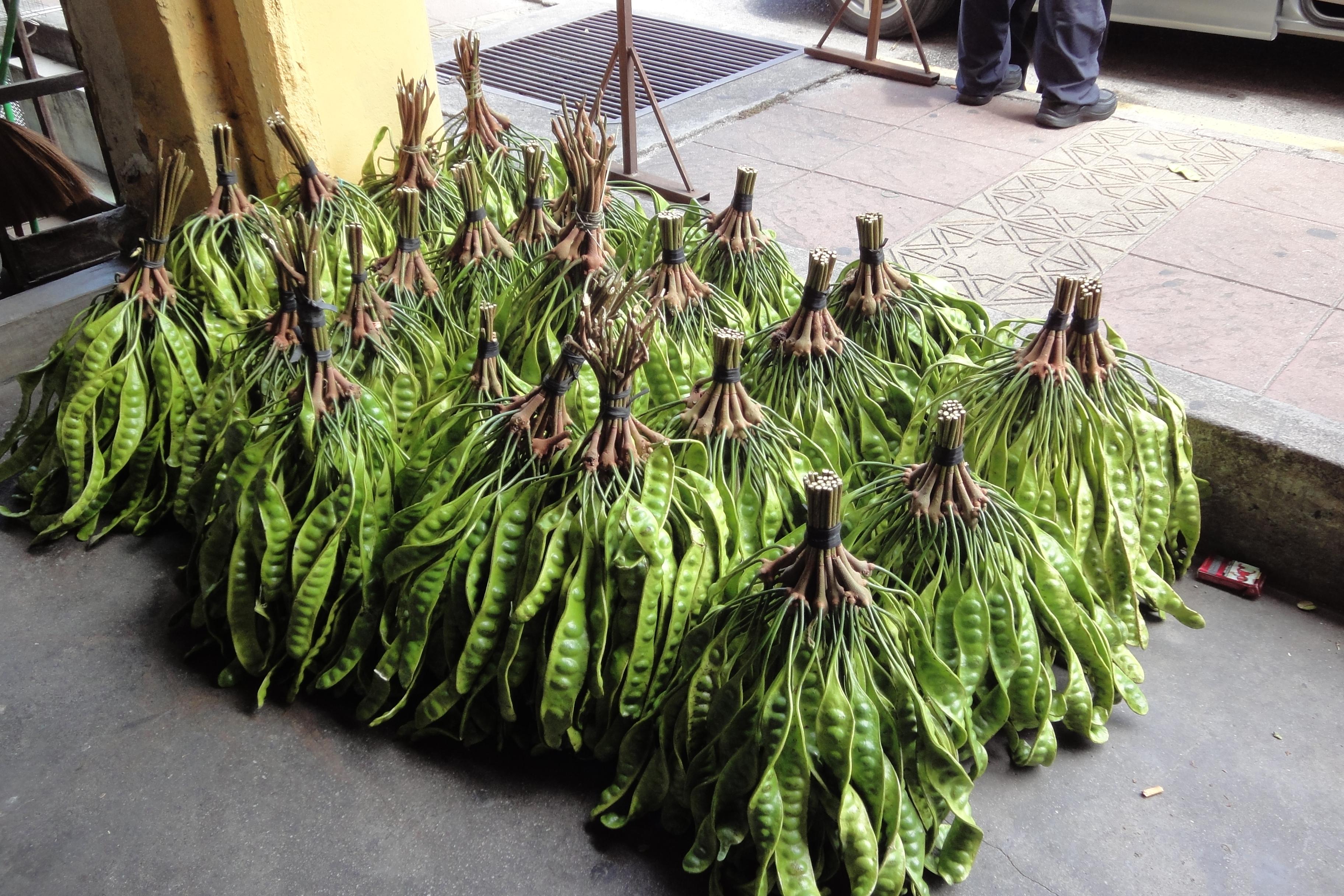
Plodenství Parkia speciosa na asijském tržišti

## Význam
Některé druhy parkií mají jedlé plody či olejnatá semena. Semena a lusky Parkia speciosa se v jihovýchodní Asii používají jako zelenina a příloha k masu a jsou v některých oblastech (např. v západní Malajsii) často k vidění na místních trzích. Dužnina jihoamerické Parkia nigra a mexické P. pubescens slouží k přípravě alkoholických nápojů. Africká parkie Parkia filicoidea je jeden z nejtypičtějších stromů řídce zalesněných (tzv. parkových) savan tropické západní Afriky a domorodci tyto impozantní stromy nekácejí, neboť jsou důležitým zdrojem obživy. Jedlá dužnina plodů je různých způsobem zpracovávána a také se z ní připravují osvěžující nápoje. Lusky jsou dobré krmivo pro dobytek. Dužnina lusků Parkia biglobosa (syn. P. africana) je rovněž jedlá.
Borka parkií obsahuje 12 až 15% tříslovin a je používána místně jako adstringens. Semena, kůra i listy asijské parkie P. timoriana jsou používány v pomístní medicíně. Kůra P. filicoidea poskytuje červené barvivo.
Dřevo parkií má malý ekonomický význam. Běl je šedožlutá, jádrové dřevo je matně hnědé. Je používáno např. na stavby, násady a jako palivo.